# 利尻昆布
利尻昆布（りしりこんぶ）は北海道の道北地域沿岸部、利尻島、礼文島で採れる昆布。主に出汁昆布として使われることが多く、京料理には古くから好んで使われている。

## 概要
名称は、採取地である利尻島に由来する。
利尻島、礼文島で採れる昆布を「島物」と呼び、それ以外の地域で採れる昆布は「地物」と呼ばれており、一般に島物の方がより高級とされている。特に礼文島で採れる昆布は激しい波に揉まれて育つために品質が高く、漁獲量も希少であるため別格となっている。島で昆布漁が行われるのは、おもに7月前後であり、この時期になると島のいたるところで利尻昆布の天日干しが行われており、昆布の香りが島中に広がる。
海中にロープを張って、昆布を根付かせて育てる養殖も行われており、天然ものと比べると長さや厚みを均質に育てることができる。昆布の身も養殖ものは比較的に柔らかいため出汁が出やすく、一般の家庭でも調理しやすい。天然ものは、天然ゆえに大きさや色にムラが出るが、利尻昆布本来の身の硬さと粘り気があり、一般的には高級品として扱われる。

## 利用
利尻昆布からとれる出汁は、透明で澄んでいて、クセのない上品な香りが特徴である。味は旨味が強く、やや塩みと甘みが感じられる。出汁自体の主張が強くないため、漬物やお吸い物のような素材を引き立たせる料理に適している。例えば、羅臼昆布は濃厚な出汁がとれるため鍋物などに適しているが、利尻昆布と同じように使うと出汁の味が強すぎることもあって、素材の味と風味を生かす京都の懐石料理などでは利尻昆布が特に重宝されている。
買ってきた昆布をすぐに使用せず、1年ほど寝かせて、塩みを抜き、逆に甘みを引き出してから使用する料理人もいる。
京料理では懐石料理をはじめとして、湯豆腐や千枚漬けなどに利尻昆布の出汁が欠かせないものとなっている。また、利尻昆布は他の昆布より身が硬いため、加工しても崩れにくく、重ねて削り出すとろろ昆布や、薄く削りだすおぼろ昆布などにも適している。
欧米料理にも、フォンなどの出汁に相当するものはあるが、これらは主に動物性の肉や骨からとるものがほとんどであり、昆布からとれる植物性の出汁は脂肪分がなく、肉や骨と同様に旨味が豊富であるためヘルシーであるとして、日本国外でも人気が高まっている。